# Liste der Multiples von Joseph Beuys
Der deutsche Künstler Joseph Beuys (1921–1986) hat von 1965 bis 1986 insgesamt 557 Multiples  (deutsch: Auflagenobjekte) hergestellt.

## Hintergrund
Joseph Beuys hat im Multiple, einer Erscheinungsform der Kunst der sechziger Jahre, mit seinen künstlerischen, soziologischen und ökonomischen Aspekten ein geeignetes Medium für seine Kunst gesehen. Er hat den Begriff radikal erweitert und ihm einen eigenen Inhalt gegeben: Das Multiple als Ideenträger. Er sah im Multiple nicht nur das Objekt, sondern auch eine Möglichkeit, seine Ideen zu transportieren und durch den seriellen Charakter zugleich einen größeren Kreis von Menschen zu erreichen.

## Liste der Multiples (Auswahl)
- 1965: Von Tod zu Tod und andere kleine Geschichten, Buch von Richard Schaukal mit Original-Bleistiftzeichnung von Joseph Beuys, 80 Seiten, Leinen, im Schuber, Hrsg.: Verlag Hagar, Brühl
- 1966: Zwei Fräulein mit leuchtendem Brot, Pappe, Papier, mit Ölfarbe übermalte Schokolade, Hrsg.: Typos Verlag, Frankfurt a. M.
- 1967: MANRESA, Offset auf Karton, Hrsg.: Verlag Grützmacher, Berlin
- 1968: Evervess II 1, Zwei Sodawasserflaschen, eine mit Filz; in Holzkasten, Deckel bedruckt mit Text, Hrsg.: René Block, Berlin
- 1968: Intuitionskiste Eine Holzkiste mit Zeichnung
- 1969: Eine Partei für Tiere, Offset und handschriftlicher Text auf Papier, gestempelt mit Ölfarbe und Stempelfarbe, Hrsg.: art intermedia, Köln
- 1969: Schlitten, Holzschlitten, Filz, Gurte, Stablampe, Fett, Hrsg.: René Block, Berlin
- 1970: La rivoluzione siamo Noi / I Sils Baselgia, II Maloja, zwei Postkarten, handschriftlich überarbeitet, gestempelt, Hrsg.: Joseph Beuys, Düsseldorf
- 1970: Filzanzug, Filz, Hrsg.: Galerie René Block, Berlin
- 1970: Freitagsobjekt, 1A gebratene Fischgräte (Hering), Fischgräte, Pergamentpapier in verglastem Holzkasten, Hrsg.: eat art galerie, Düsseldorf
- 1970: Filz-TV, Videoband in Blechdose, Boxhandschuhe, Blutwurst, Filz, Hrsg.: Videogalerie Gerry Schum, Düsseldorf
- 1971: So kann die Parteiendiktatur überwunden werden, Bedruckte Tragetasche aus Polyethylen mit Informationsmaterial und Filzobjekt, Hrsg.: art intermedia, Köln
- 1971–1972: ich kenne kein Weekend, Maggiflasche und Reclam-Ausgabe: Kritik der reinen Vernunft von Immanuel Kant, montiert in Kofferdeckel, Hrsg.: Galerie René Block, Berlin
- 1972: Objekt zum Schmieren und Drehen, Blechdose, Schmierfett, Schraubenzieher, Ölfarbe (Braunkreuz), Hrsg.: Museumsverein Mönchengladbach
- 1972: Beuys boxt für die Demokratie, Plakat, Offset auf Zeitungspapier nummeriert von Beuys; Größe: 121,5 × 63,5 cm; Auflage: 100 Stück signiert von Beuys und A.D. Christian. Zusätzlich 30 Exemplare mit handschriftlichen Zusätzen, Signatur von beiden, nicht nummeriert (Schellmann-Nr. 58)
- 1972: ohne die Rose tun wir's nicht, Farboffset auf Karton, mit handschriftlichem Text, Hrsg.: Edition Staeck, Heidelberg
- 1972: Rückenstütze eines feingliederigen Menschen (Hasentypus) aus dem 20. Jhdt. p. Chr., Eisenguss, Hrsg.: Edition Seriaal, Amsterdam
- 1972: Silberbesen und Besen ohne Haare, Besen (Holz, Rosshaar) mit Silbermantel, Kupfer, Filz, Hrsg.: René Block, Berlin
- 1973: Rose für direkte Demokratie, Meßzylinder aus Glas, mit Schriftzug, Hrsg.: Edition Staeck, Heidelberg
- 1973: Enterprise 18.11.72, 18:5:16 Uhr, Zinkkiste mit Deckel, Photographie, Photoapparat, Filz, Hrsg.: Edition Hundertmark, Berlin
- 1973: Vitex agnus castus, Farboffset auf Karton, Hrsg.: Edition Staeck und Modern Art Agency, Neapel
- 1973: Das Schweigen, Fünf Filmspulen (verzinkt) des gleichnamigen Films v. Ingmar Bergman (1962), Hrsg.: René Block, Berlin und Multiples, New York
- 1974: Die Leute Sind Ganz Prima in Foggia, Partiturenbuch mit 75 Siebdrucken,
- 1974: Noiseless Blackboard Eraser, Tafelreiniger aus Filz, gestempelt, Hrsg.: Ronald Feldman Fine Arts, New York
- 1974: Gespräch, Stempel- und Tuschezeichnung auf Seite 5 des Buches Joseph Beuys, Zeichnungen I, 1947-1959. Hrsg.: Kunstverein für die Rheinlande und Westfalen, Düsseldorf
- 1974: Musik als Grün (mit Henning Christiansen), grün bemalte Geige, Hrsg.: Schellmann, München
- 1974: Fahne, Spielzeugeisenbahn, Lokomotive ohne Gehäuse, rote Fahne im Pappkarton, Hrsg.: Schellmann, München
- 1975: Bruno Corà-Tee, Coca-Cola Flasche mit Kräutertee, plombiert, Etikett; in verglastem Holzkasten, Hrsg.: Edizioni Lucio Amelio, Neapel
- 1975:  Magnetische Postkarte, Eisenblech,  geprägt, gestempelter Magnet, Hrsg.: Edition Staeck, Heidelberg
- 1975:  Magnetischer Abfall, Magnetstahlguß, Hrsg.: Edition Staeck, Heidelberg
- 1976: Botanischer Wahnsinn, Lichtdruck auf Karton, Hrsg.: Heiner Bastian, Berlin
- 1976: Genova, verschiedene Ansichtskarten mit Siebdruck, Hrsg.: Samangallery, Genua
- 1976: Initiation Gauloise, Farblithographie auf Karton, gestempelt, Hrsg.: Verlag Schellmann & Klüser, München
- 1976: Zeige Deine Wunde, sechs Photo-Negative (eines mit Braunkreuz), Glas, Milchglas, Eisenrahmen, Hrsg.: Schellmann & Klüser, München
- 1977: wer nicht denken will, Karteikarte mit handschriftlichem Text, gestempelt, Hrsg.: Edition Staeck, Heidelberg
- 1977: Tramstop, Siebdruck auf Karton, Hrsg.: Edizioni Lucrezia de Domizio, Pescara
- 1977: halbiertes Filzkreuz über Köln, Andruck und Fehldruckbogen von Postkarten, unterschiedlich innerhalb der Auflage. Offset mit handschriftlichem Zusatz, aufgezogen auf Graupappe, Hrsg.: Edition Staeck, Heidelberg
- 1978: Levitatione in Italia, Farboffset auf Karton, Hrsg.: Edizioni Lucio Amelio, Neapel
- 1978: Düsseldorf – Drakeplatz 4 – 16. November 1977 – 14.40 Uhr, Farbfoto auf Karton aufgezogen, Siebdruck, 25 × 17 cm. Foto eines bei der Kopulation gestorbenen Wespenpaares, gefunden im Hause Beuys. 20er Künstlerauflage, 50er Normalauflage, jeweils nummeriert und signiert. Edition Dietmar Schneider, Köln (Schellmann 207)
- 1979: gib mir Honig, Blecheimer für Honig, handschriftlich beschriftet, gestempelt, Hrsg.: Edition Staeck, Heidelberg
- 1980: Ölkanne F.I.U., Metallfass, Olivenöl, gestempelt, Hrsg.: Edizioni Factotum-Art, Verona
- 1981: Kleve 1950-1961, 37 Photographien und 1 Original-Zeichnung; in Leinenkassette, Hrsg.: Verlag Schellmann & Klüser, München
- 1982: Stempelplastik, Folienpostkarten und Hauptstrom-Stempel, Hrsg.: Edition Staeck, Heidelberg
- 1983: Terremoto in Palazzo, Farboffset auf Bütten, Hrsg.:Edizioni Lucio Amelio, Neapel
- 1983: Backstein für die F.I.U., Ziegelstein von Beuys am 21. März 1983 spontan zur Eröffnung der „Schule für Kreativität – Gelbes Haus“ (Ableger der F.I.U., in Nümbrecht/Bergisches Land) in 200er Auflage signiert (Schellmann 1992, Nr. 473)
- 1984: Russische Bilder, Packpapier, mit handschriftlichem Zusatz, Hrsg.: Edition Staeck, Heidelberg
- 1985: Iphigenie / Titus Andronicus, Photopositiv und -negativ auf Film, gestempelt mit brauner Farbe (Braunkreuz), Glas, Eisenrahmen, Hrsg.: Edition Schellmann, München – New York
- 1985: Capri-Batterie, Glühbirne, Fassung, Zitrone, Holzkiste und Zertifikat, Hrsg. Edizioni Lucio Amelio, Neapel